# Roger Schütz
Roger Schütz, mais conhecido como Irmão Roger, Roger de Taizé ou Frei Roger (Provença, Vaud, Suiça, 12 de maio de 1915 – Taizé, França, 16 de agosto de 2005) foi um frade e líder cristão suíço. Em 1940 fundou a Comunidade de Taizé, uma comunidade ecuménica de irmãos, da qual foi prior até à data do seu assassinato em 2005.

## Biografia

### Primeiros anos
Nascido em Provença, na Suiça, Roger Schütz foi o nono e mais novo filho de Karl Ulrich Schütz, um pastor protestante, e da sua mulher Amélie Henriette Marsauche, uma huguenote. De 1937 a 1940, Roger Schütz estudou Teologia da Reforma em Estrasburgo e Lausana, onde liderou movimentos cristãos de estudantes. Ao sofrer com tuberculose, Roger Schütz começou a ponderar a sua vocação monástica. 

### Comunidade de Taizé
Em 1940, com o estalar da Segunda Guerra Mundial, Roger Schütz sentiu-se na obrigação de servir aqueles que sofriam com a guerra, à semelhança do que fizera a sua avó materna no decorrer da Primeira Guerra Mundial. Roger Schütz partiu então de Genebra de bicicleta e chegou a Taizé, uma pequena aldeia próxima de Mâcon, cerca de 390 quilómetros a sudeste de Paris. A aldeia estava no território da França Livre, mas muito próxima da França Ocupada pelas tropas alemãs. Roger Schütz comprou uma casa desabitada onde, por dois anos, juntamente com a sua irmã Genevieve, esconderam refugiados, judeus e cristãos, até serem forçados a sair de Taizé, após a Gestapo ter descoberto as suas actividades. Em 1944 regressou a Taizé para fundar uma pequena comunidade monástica de homens que viviam juntos na pobreza e obediência, aberta a todos os cristãos.
A partir do final da década de 1950, Taizé começou a receber milhares de jovens, que procuravam viver uma semana de oração e reflexão. Os irmãos de Taizé começaram também a visitar diversos países em todos os continentes, onde lideraram encontros orações, naquilo a que o Irmão Roger chamou uma “peregrinação de confiança na terra”.
Apesar do crescente mediatismo, o Irmão Roger manteve uma postura de simplicidade, evitando entrevistas e recusando qualquer tipo de "glorificação" à sua pessoa.
O Irmão Roger foi ainda um prezado escritor, publicando diversas obras sobre oração e reflexão, pedindo aos jovens para confiarem em Deus e se comprometerem tanto com as suas comunidades locais, como com toda a Humanidade. Escreveu também obras sobre espiritualidade cristã e oração, algumas delas em conjunto com Madre Teresa de Calcutá com quem estabeleceu uma cordial amizade.

### Falecimento
No dia 16 de agosto de 2005, no decorrer da oração da noite, o Irmão Roger foi esfaqueado por uma jovem romena chamada Luminița Ruxandra Solcan, que mais tarde foi diagnosticada como doente mental. O Irmão Roger foi esfaqueado várias vezes e, embora um dos irmãos o tenha levado da igreja, acabou por morrer pouco depois. A agressora foi imediatamente detida por membros da comunidade e colocada sob custódia policial.
O funeral realizou-se a 23 de agosto de 2005. Horst Köhler, então presidente da Alemanha, e Nicolas Sarkozy, então ministro do Interior de França, estavam presentes. Os Irmãos da Comunidade e os amigos mais próximos do Irmão Roger participaram da liturgia na Igreja da Reconciliação em Taizé, enquanto outros milhares de pessoas seguiram o funeral através de ecrãs gigantes colocados à volta da igreja. O corpo do Irmão Roger foi levado para a igreja pelos Irmãos da Comunidade num simples caixão de madeira com um ícone colocado sobre ele. O funeral foi inesperadamente presidido por um sacerdote católico, Walter Kasper, então presidente do Pontifício Conselho para a Promoção da Unidade dos Cristãos, que celebrou a Missa juntamente com quatro Irmãos-sacerdotes de Taizé em concelebração. Na homilia, o cardeal Kasper expressou a memorável frase: "Sim, a primavera do ecumenismo floresceu na colina de Taizé." 
Em referência à contínua preocupação do Irmão Roger para com a justiça social, disse também: "Toda a forma de injustiça ou abandono deixou-o muito triste". O Irmão Alois Löser, sucessor do Irmão Roger como Prior da Comunidade, orou pelo perdão: "Com Cristo crucificado pedimos-Te, Pai, perdoa-a, que ela não sabe o que fez."